# Оливетта-Сан-Микеле
Оливетта-Сан-Микеле (итал. Olivetta San Michele) — коммуна в Италии, располагается в регионе Лигурия, в провинции Империя на реке Бевера.
Население составляет 255 человек (2008 г.), плотность населения составляет 18 чел./км². Занимает площадь 14 км². Почтовый индекс — 18030. Телефонный код — 0184.
Покровителем населённого пункта считается святой Антоний Падуанский.

## Демография
Динамика населения:

## Администрация коммуны
- Официальный сайт: